# Rosa Zaragoza Juncà
María Rosa Zaragoza Juncà (Arenys de Mar, Barcelona, 18 de septiembre de 1964) es una abogada y política española, diputada al Congreso de los Diputados en la VII Legislatura.
Licenciada en Derecho, ha trabajado como oficial del Registro de la Propiedad de Arenys de Mar. Fue escogida regidora del ayuntamiento de Arenys de Mar por el Partido Popular de Cataluña en las elecciones municipales españolas de 1999 y 2003. En 2003 sustituyó en su escaño a Josep Piqué i Camps, elegido en las elecciones generales españolas de 2000, cuando decidió presentarse a las elecciones al Parlamento de Cataluña. Ha sido Vocal de la Comisión de Agricultura, Ganadería y Pesca del Congreso de los Diputados En las elecciones municipales españolas de 2007 fue escogida nuevamente regidora de Arenys de Mar por el PP.
En las elecciones municipales españolas de 2015 se presentó como cabeza de lista de Ciutadans al ayuntamiento de Arenys de Mar, pero no fue escogida.